# Bolesław Ciechanowiecki
Bolesław Stanisław Józef Albert (Albrecht) Ciechanowiecki herbu Dąbrowa (ur. 17 marca 1857 w Hopczycy w gm. Pohrebyszcze, zm. 3 marca 1910 w Nicei) – wysoki urzędnik w służbie carskiej Rosji, gubernator ufijski.

## Życiorys
Drugi syn spośród dziewięciorga dzieci marszałka szlachty pow. lepelskiego (od 1853) Józefa Pawła i Aleksandryny z d. Riznicz (Riznić, Risnich) h. własnego, córki Iwana (Jowana) i Pauliny z hr. Rzewuskich.
Bolesław był kształcony we Francji w latach 1862-1869, studiował w petersburskiej elitarnej Cesarskiej Szkole Prawa w latach 1870-1878. Pracował w Ministerstwie Sprawiedliwości (1878-1879) i Ministerstwie Finansów (1879-1883) w Petersburgu.
W 1883 został mianowany honorowym sędzią pokoju powiatu lepeskiego, a także połockim powiatowym marszałkiem szlachty i przewodniczącym powiatowego urzędu do spraw włościańskich w Połocku, które to funkcje pełnił przez trzy trzyletnie kadencje.
Od 1892 był kolejno: stałym członkiem Rządu Gubernialnego Taurydzkiego, od 1897 wicegubernatorem irkuckim, w latach 1897-1900 honorowym sędzią pokoju Irkuckiego Sądu Okręgowego, od 1899 p.o. gubernatora w Irkucku, od 1901 p.o. gubernatora permskiego, od 1904 p.o. gubernatora smoleńskiego i ponownie honorowego sędziego pokoju pow. lepeskiego (jedna kadencja), a w 1905 gubernatorem w Ufie.
W 1906 został zwolniony ze służby z prawem do noszenia munduru gubernatorskiego i emeryturą w wysokości 2500 rubli rocznie, po czym przeniósł się do rodziny w Wersalu. Zmarł w cztery lata później podczas pobytu w Hotelu d'Ostende w Nicei, prawdopodobnie na wylew krwi do mózgu.
W 1892 ożenił się ze swoją krewną osiemnastoletnią Zofią Ciundziewicką h. Następ lub Rudnica (1874-1910), córką Emila i Klotyldy z Niemirowiczów-Szczyttów h. Jastrzębiec (zm. 1886), a bratanicą Michała Ciundziewickiego i wnuczką byłego marszałka pow, borysowskiego Melchiora Ciundziewickiego. Z Zofią miał jedną córkę Alicję (ur. ok. 1898 w Irkucku), która zmarła w trzy dni po urodzeniu. Utrata dziecka, poronienia i słabe zdrowie odbiły się na stanie psychicznym Zofii. Zofia od 1901 nie miała kontaktu z mężem, przebywając aż do śmierci w grudniu 1910 na leczeniu – najpierw w klinice w Szwajcarii, a następnie w sanatorium pod Berlinem.
Jego majątkiem ziemskim wielkości prawie 6 tys. hektarów zarządzał brat Władysław, który został jego spadkobiercą.

## Rangi urzędnicze
- 1878 – radca tytularny
- 1881 – asesor kolegialny
- 1886 – radca dworu
- 1890 – radca kolegialny
- 1894 – radca stanu
- 1901 – rzeczywisty radca stanu
- 1906 – tajny radca

## Odznaczenia
- Order Świętej Anny II kl. (1895, Rosja)
- Order Świętego Stanisława II kl. (1899, Rosja)
- Order Świętego Włodzimierza III kl. (1901, Rosja)
- Order Świętego Włodzimierza IV kl. (1899, Rosja)
- Srebrny Medal Jubileuszowy Aleksandra III (1897, Rosja)
- Odznaczenie „24 listopada 1866” (1903, Rosja)
- Order Krzyża Takowy IV kl. (1879, Serbia)